# Bank of Ningbo
Bank of Ningbo, «Банк Нинбо» — китайский городской коммерческий банк. В списке крупнейших публичных компаний мира Forbes Global 2000 за 2019 год занял 532-е место; из китайских компаний в этом списке занял 71-е место. Базируется в городе Нинбо провинции Чжэцзян.

## История
Банк был основан в 1997 году под названием Ningbo Commercial Bank, в 2007 году изменил название на Bank of Ningbo и разместил свои акции на Шэньчжэньской фондовой бирже. С 2006 года значительную долю в нём имеет второй крупнейший банк Сингапура Oversea-Chinese Banking Corporation. В ноябре 2013 года была основана дочерняя компания по управлению инвестиционными фондами Maxwealth Fund Management Company, в мае 2015 года начала работу лизинговая компания Maxwealth Financial Leasing Company, а в июне 2019 года в Шанхае открылся Центр по управлению фондами Банка Нинбо.

## Деятельность
Основным регионом деятельности является дельта реки Янцзы, помимо Нинбо включающая такие города, как Шанхай и Ханчжоу.
Крупнейшими акционерами являются Комитет Нинбо по контролю и управлению государственным имуществом (20 %), Oversea-Chinese Banking Corporation (19,1 %) и Youngor Group Co., Ltd. (13,8 %).